# Кисей
Кисей (на гръцки: Κισσέας, Κισσεύς) в гръцката митология е цар в Западна Тракия. Той е женен за Телеклея, дъщеря на цар Ил, основателят на Троя. Неговата дъщеря Теано, жрица на Атина в Троя, се омъжва за Антенор, цар в Тракия, син на дарданеца Есиетес и Клеоместра. Според Страбон той има връзка с град Кисус (днес село Хортач) в Мигдония.
- Друг Кисей  е цар по времето на македонците, Пердика I, Каран и Архелай.

- Друг Кисей  е син на Египт и нимфата Калиадна. Той се жени и е убит от Антелея, дъщерята на Данай и Поликсо, дъщерята на Нил.